# 漂河镇
漂河镇，是中华人民共和国吉林省吉林市蛟河市下辖的一个乡镇级行政单位。

## 行政区划
漂河镇下辖以下地区：
中心社区、横道子村、新星村、胜利村、二道村、半拉撮落村、头道沟村、桦皮甸子村、下崴子村、二十家子村、梨树村、寒上村、寒葱沟村、蛇岭沟村、青背村、顺利村、东升村、农林村、永安村、南沟村、先进村、二道沟村、富江村和新春村。